# Марион (Северна Дакота)
Марион (енгл. Marion) град је у америчкој савезној држави Северна Дакота.

## Демографија
По попису из 2010. године број становника је 133, што је 13 (-8,9%) становника мање него 2000. године.
| Група             | 2000.       | 2010.       |
| Белци             | 144 (98,6%) | 131 (98,5%) |
| Афроамериканци    | 0 (0,0%)    | 0 (0,0%)    |
| Азијати           | 1 (0,7%)    | 0 (0,0%)    |
| Хиспаноамериканци | 0 (0,0%)    | 0 (0,0%)    |
| Укупно            | 146         | 133         |